# 사이타마신토신역
사이타마 신도심역(일본어: さいたま新都心駅 , さいたましんとしんえき)은 일본 사이타마현 사이타마시 오미야구에 있는 철도역이다.

## 타는 곳
| 1 | 게이힌 도호쿠 선           | 우라와・아카바네・닛포리・우에노・도쿄・요코하마・오후나 방면                         |
| 2 | 게이힌 도호쿠 선           | 오미야 행                                                                             |
| 3 | 우쓰노미야 선・다카사키 선 | 우라와・아카바네・우에노・도쿄・시나가와・요코하마 방면 (우에노도쿄라인・도카이도 선) |
| 4 | 우쓰노미야 선              | 오미먀・오야마・우쓰노미야・구로이소 방면                                             |
| 4 | ■ 다카사키 선              | 오미먀・아게오・구마가야・다카사키・마에바시 방면                                     |

## 역세권 정보
- 기타요노역(사이쿄 선, 걸어서 10분 정도 걸림)
- 사이타마 슈퍼아리나
- 수도 고속도로 사이타마 신도심선 신도심 나들목

## 역사
- 2000년 4월 1일: 영업 개시.

## 인접역
| 동일본 여객철도 도호쿠 본선 | 동일본 여객철도 도호쿠 본선      | 동일본 여객철도 도호쿠 본선           |
| --------------------------- | -------------------------------- | ------------------------------------- |
| JU 05 우라와 아타미 방면    | 우쓰노미야 선 · 다카사키 선 보통 | JU 07 오미야 구로이소 · 다카사키 방면 |
| 오미야 방면                 | 게이힌 도호쿠 선                 | 요노 오후나 방면                      |